# Триссур
Триссур, ранее известный как Тирусивапперур и Тричур — город в Индии, в центральной части штата Керала. Это четвёртый по численности населения город в Керале, образующий городскую агломерацию, являющуюся третьей по величине в штате и 20-й в Индии, с населением 1 854 783 чел (2011). Административный центр округа Триссур. Триссур также являлся столицей княжества Кочин. Город расположен в 300 км к северо-западу от столицы штата Тируванантапурама.
Триссур известен как «Культурная столица Кералы». Город Триссур вырос вокруг храма Вадакунатан, посвящённого Шиве. Триссур — важный культурный и духовный центр Кералы, с которым связано множество праздников, исторических и религиозных событий.
Название Триссур — сокращение от старого названия Тиру-Шива-Перур, которое переводится с языка малаялам как «Город святого Шивы».
Ближайший аэропорт расположен в Кочине.

## История

### Предыстория

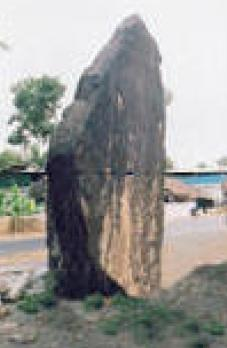
Рамавармапурамский менгир

Ещё в каменном веке в районе Триссура существовали человеческие поселения. Это подтверждает наличие мегалитических монументов в Рамавармапураме, Куттуре, Черуре и Вилладаме. Монумент в Рамавармапураме представляет собой гранитный менгир. Рамавармапурамский монумент 15 футов в высоту и 12 футов в ширину. С 1944 года находится под защитой Департамента археологии. Местным жителям монумент известен как Падаккалу или Пулачиккалу. Менгиры обозначают места древних захоронений и относятся к мегалитическому периоду истории Кералы, который длился с 1000 года до н. э. до 500 г. н. э.. Время установки всех монументов оценено приблизительно. Некоторые эксперты относят их к периоду неолита. Рамавармапурамский менгир предположительно был изготовлен в период Сангама.
Дольмены и скальные пещеры обнаружены в Поркуламе, Чираманенгаде, Эйяле, Каттакамбале и Каккаде. Несмотря на режим охраны, дольмен в Поркуламе находится в плохом состоянии. Монумент был открыт знаменитым профессором Б. К. Тапаром между 1949 и 1950 годами Другие мегалитические памятники найдены в Арьяннуре, Триссур. Здесь были обнаружены такие монументы как Кудаккаллу или Топпиккаллу (Камни в форме гриба или зонтика) и 'Мунимада' (Обитель святого) Латеритовые бугры Арияннура поднимаются примерно до 50 метров. Ещё одно упоминание в Арияннуре восходит к раннему XV веку в поэме Чандротсавам.

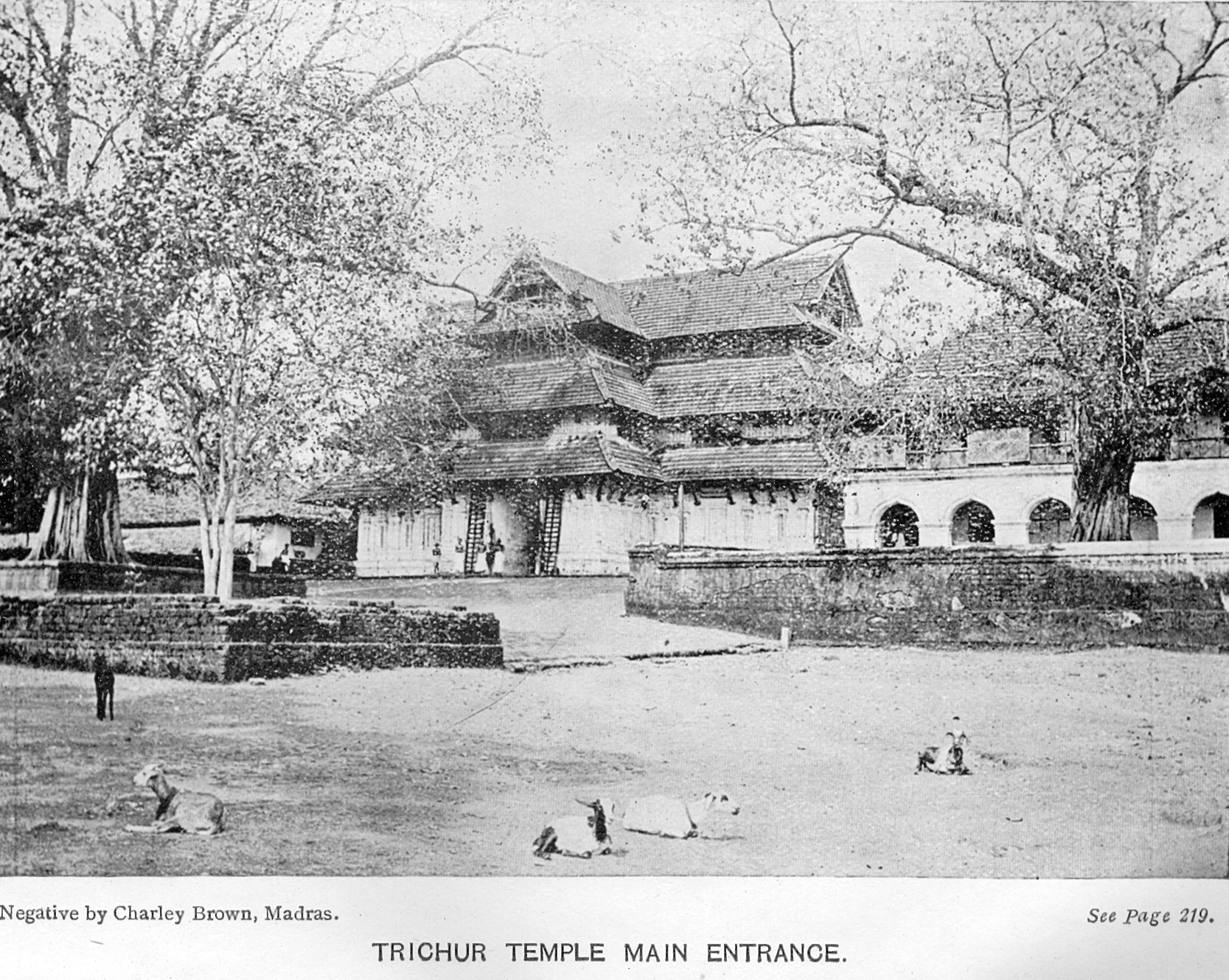
Главный вход в храм Вадаккуннатам

### Доколониальный период
Регион имел важное значении в укреплении торговых связей между Кералой и внешним миром в древний и средневековый период. Ранний период политической истории Триссура связан с династией Чера, правившей в период Сангама и контролировавшей большую часть современных штатов Керала и Тамилнада. Впоследствии, регион вошёл в состав государства Кочин. В XIV—XV веках Триссур перешёл под контроль заморинов Кожикоде.

### Колониальный период
В XVI веке Триссур перешёл под контроль португальцев. В начале XVII века, с ослаблением Португальской империи, контроль над городом перешёл к датчанам. С помощью датчан правящая семья Кочина отвоевала Триссур в 1710 году.

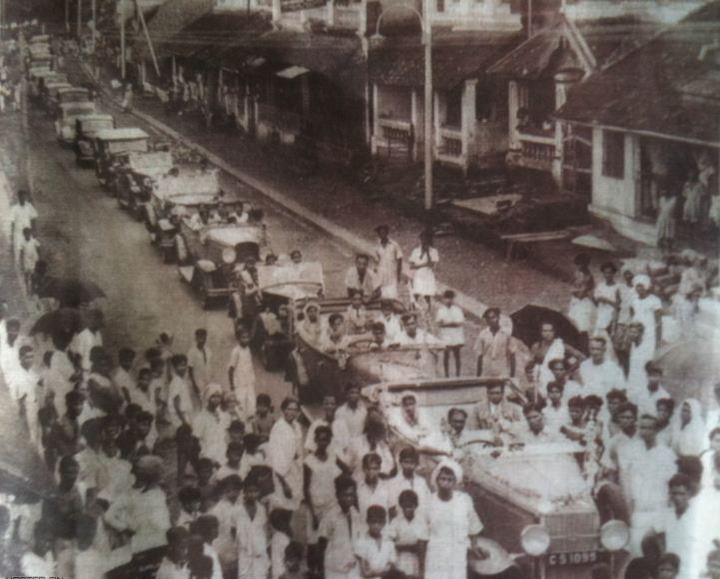
Свадебная процессия, следующая вдоль главной дороги, Триссур

Значение Триссура выросло после восхождения на престол Кочина Сактана Тампурана (1769—1805). Он перенёс столицу государства Кочин из Маттанчери в Триссур и ограничил власть касты намбудири, которая контролировала большую часть храмов округа Триссур. Махараджа вырубил лес вокруг храма Вадаккумнатан и основал фестиваль Триссур Пурам. Сактан Тампурам превратил Триссур в важный финансовый и торговый центр южной Индии, пригласив семьи сирийских христиан и брахманов из соседних областей Индии.
Однако в течение 1750-1760 годов Хайдер Али, султан Майсура, завоевал Триссур и сделал его зависимым владением княжества Майсур. В 1786 году его сын, Типу Султан, повторно напал на город, разрушив церкви христиан насрани и индуистские храмы. Он пытался обратить местных христиан и индуистов в ислам. Экономика города была подорвана его вторжением. По итогам Шрирангапаттанамской войны Типу Султан отступил из города. В этот же период Рама Варма X, наследник Сактан Тампурана, подписал договор с Британской Ост-Индской компанией, по которому Кочин стал зависимым владением англичан.

#### Национально-освободительное движение

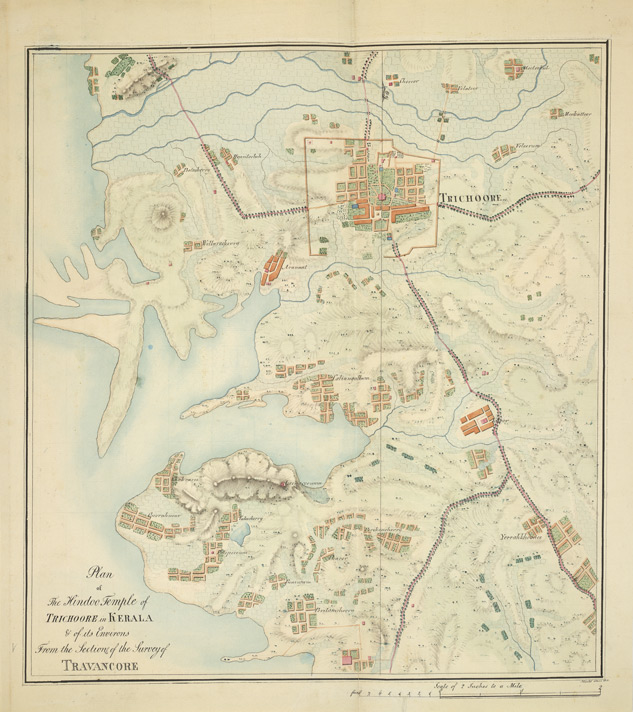
Первый известный план города, выполненный Джоном Голдом в 1816 году

Национально-освободительное движение получило импульс после формирования в 1919 году Индийского национального конгресса. В 1921 году движение гражданского сопротивления привлекло значительное число сторонников. В 1927 году Махатма Ганди посетил школу Вивекодаям В 1934 году. Ганди снова посетил Триссур во время открытия адвокатской конторы Кришна Менон. Здание впоследствии стало известно как «Ганди Мандирам». В том же году Р. К. Шанмукан Четти, диван княжества Кочин (1935—1941 годы), открыл в городе ратушу и гостевой дом (Раманилаям). Эти здания и сегодня остаются в эпицентре политики Кералы.

### Постколониальный период
В 1947 году, когда Индия получила независимость от Британии, Триссур входил в состав княжества Кочин. 1 июля 1949 года был образован округ Триссур, с административным центром в Триссуре.
Триссур часто называют культурной столицей штата Керала.

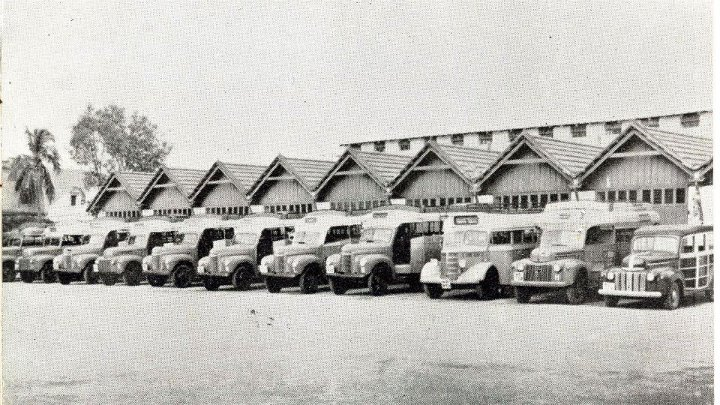
Старое фото автовокзала Триссура

## Физико-географическая характеристика

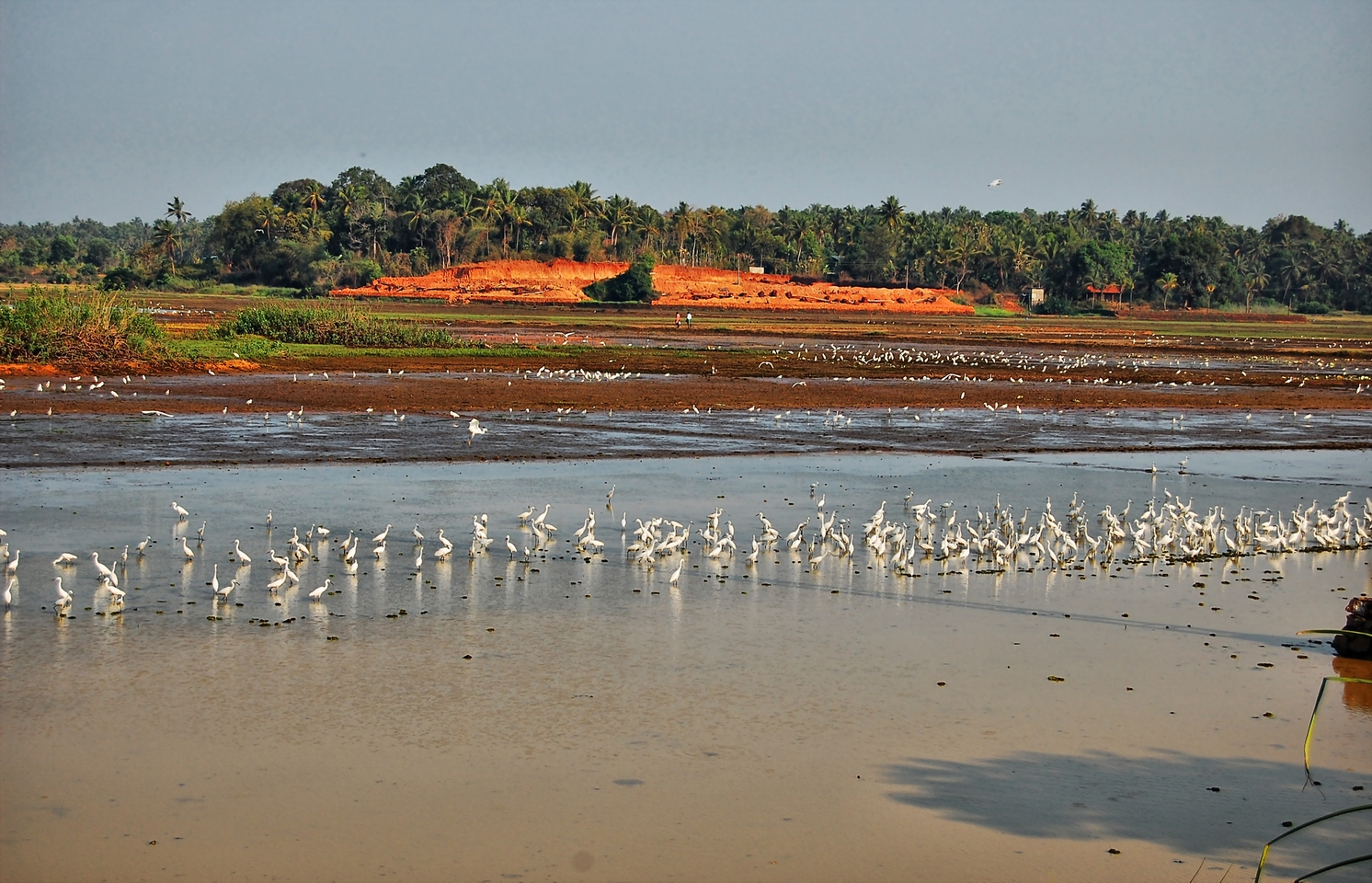
Водно-болотные угодья Триссур Коул

Триссур расположен в центральной части индийского штата Керала. Город расположен в 75 км к северо-востоку от города Кочин, 133 км к юго-западу от Коимбатура и 144 км к юго-востоку от Кожикоде. От Лаккадивского моря город отделяют водно-болотные угодья Триссур Коул, выполняющие функцию природного дренажа, защищая город от наводнений, от которых страдают другие города штата Керала.
. Пруды, реки и каналы также защищают город от наводнений в сезон муссонов и предохраняют грунтовые воды от засоления. Город расположен в широкой части Палаккадских равнин. Геологическую основу города составляют архейские гнейсы и кристаллические сланцы. Триссур расположен вблизи центра Индийской тектонической плиты и подвержен сравнительно небольшой сейсмической активности.

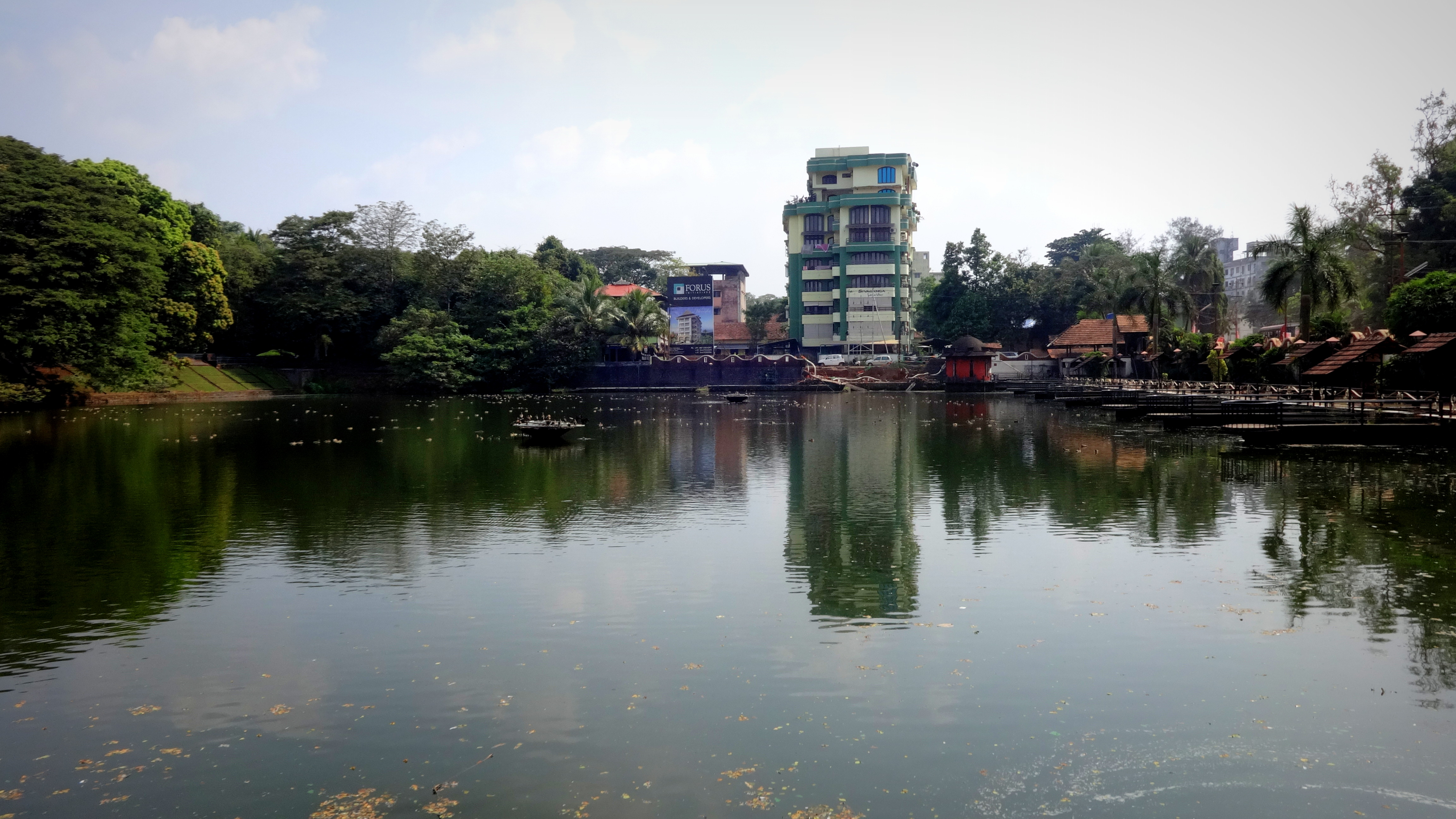
Пруды и каналы защищают город от наводнений. Вид из Вадаккечиры, Триссур

### Климат
Согласно климатической классификации Кёппена климат города тропический муссонный. Поскольку город расположен на юго-западе прибрежной части штата Керала Тиссур подвержен незначительным колебаниям температуры воздуха как в течение суток, так и в течение всего года. Лето длится с марта по май, с июня по сентябрь длится муссонный сезон. Октябрь и ноябрь образуют постмуссонный сезон. Зима, длящаяся с декабря по февраль, немного прохладнее и ветренее, в сравнении с другими сезонами
В муссонный сезон в городе отмечаются сильные ливни. Средняя годовая норма осадков составляет 3000 см. Муссоны обычно приходят с юго-запада в последнюю неделю мая. После июля интенсивность осадков возрастает. В среднем в городе — 124 дождливых дня
| Показатель                     | Янв. | Фев. | Март | Апр. | Май | Июнь | Июль | Авг. | Сен. | Окт. | Нояб. | Дек. | Год  |
| ------------------------------ | ---- | ---- | ---- | ---- | --- | ---- | ---- | ---- | ---- | ---- | ----- | ---- | ---- |
| Средний максимум, °C           | 32   | 32   | 32   | 33   | 32  | 30   | 29   | 30   | 30   | 30   | 31    | 32   | 31,1 |
| Средний минимум, °C            | 23   | 24   | 25   | 26   | 26  | 24   | 24   | 24   | 24   | 24   | 24    | 23   | 24,3 |
| Норма осадков, мм              | 32   | 26   | 39   | 147  | 391 | 576  | 391  | 367  | 417  | 467  | 223   | 47   | 3123 |
| Источник: World Weather Online |      |      |      |      |     |      |      |      |      |      |       |      |      |

## Население
Динамика численности населения города по годам:
| 1941  | 1951  | 1961  | 1971  | 1981  | 1991  | 2001   | 2011   |
| ----- | ----- | ----- | ----- | ----- | ----- | ------ | ------ |
| 57500 | 69500 | 73000 | 76200 | 77900 | 74600 | 317526 | 325474 |

Согласно данным переписи населения 2011 года население Триссура составило 325 474 человек. Мужчины составляют 48,6 % населения, женщины — 51,4 %. Плотность населения 3 130 чел./км². Соотношение полов — 1,092/1,000. Средний размер семьи — 4,27 чел. В трущобах проживает 0,30 % населения города. Уровень грамотности — 95,5 %.
Индуисты-56%, Христиане-40%, Мусульмане-4%.

## Города-побратимы
- Ессентуки, Ставропольский край, Россия[23][24]

## Известные уроженцы
- Шалини Кумар — актриса.